# Відрасеу
Відрасеу (рум. Vidrasău) — село у повіті Муреш в Румунії. Адміністративно підпорядковане місту Унгень.
Село розташоване на відстані 261 км на північний захід від Бухареста, 13 км на південний захід від Тиргу-Муреша, 70 км на південний схід від Клуж-Напоки, 129 км на північний захід від Брашова.

## Населення
За даними перепису населення 2002 року у селі проживали 899 осіб.
Національний склад населення села:
| Національність | Кількість осіб | Відсоток |
| -------------- | -------------- | -------- |
| румуни         | 789            | 87,8%    |
| цигани         | 100            | 11,1%    |
| угорці         | 10             | 1,1%     |

Рідною мовою назвали:
| Мова      | Кількість осіб | Відсоток |
| --------- | -------------- | -------- |
| румунська | 837            | 93,1%    |
| циганська | 52             | 5,8%     |
| угорська  | 10             | 1,1%     |